# Arevaber
Arevaber är ett berg i Armenien.   Det ligger i provinsen Vajots Dzor, i den sydöstra delen av landet, 100 kilometer sydost om huvudstaden Jerevan. Toppen på Arevaber är 1 866 meter över havet.
Terrängen runt Arevaber är huvudsakligen kuperad, men österut är den bergig. Terrängen runt Arevaber sluttar norrut. Närmaste större samhälle är Vayk', 8,4 kilometer norr om Arevaber. 
Trakten runt Arevaber består i huvudsak av gräsmarker. Runt Arevaber är det ganska glesbefolkat, med 28 invånare per kvadratkilometer.